# Окада, Кэндзо
Кэндзо Окада (яп. 岡田 謙三 Окада Кэндзо, 29 сентября 1902 года, Иокогама — 25 июля 1982 года, Токио) — японский художник, представитель абстрактного экспрессионизма.

## Жизнь и творчество
Кэндзо Окада в 1922 году поступает на отделение «западной живописи» в Токийскую академию художеств. В 1924 году он приезжает в Париж, где вместе с другим японским художником, Цугухару Фудзитой, изучает живопись и пишет преимущественно сценки из парижской жизни. В Париже же он знакомится с Альберто Джакометти. В 1927 году Окада возвращается на родину и начинает выставлять свои работы.
В 1950 году Окада переезжает в Нью-Йорк и с этого времени работает в абстрактном стиле. Живопись его можно было охарактеризовать как абстрактный экспрессионизм с заметным влиянием японских художественных традиций. Картины его из 1950-х отображают окружающий нас реальный мир в мягких, чувственных цветах. С 1953 года Окада начинает выставлять свои абстрактно-экспрессионистские работы в нью-йоркской галерее Бетти Парсонс (Betty Parsons Gallery) . В 1964 году он принимает участие в выставке современного искусства documenta III в Касселе (ФРГ). В 1970-е годы Окада создаёт многочисленные произведения, позволяющие по-новому взглянуть на декоративные элементы традиционного японского искусства. В его пейзажах чувствуется особая аура, появляющаяся как результат введения им тёплых красок земли, украшенной абстрактными узорами, обозначающими скалы и цветы. Эти изображения умышленно подаются зрителю несколько размыто, как будто наблюдатель рассматривает их сквозь толщу воды. В Нью-Йорке Окада был дружен с Марком Ротко и некоторыми другими мастерами абстрактной живописи. Ряд исследователей относят его творчество к так называемому «лирическому абстракционизму».

## Галерея
- Избранные работы Кэндзо Окады (1) Архивная копия от 30 ноября 2010 на Wayback Machine
- Избранные работы Кэндзо Окады (2) Архивная копия от 15 мая 2016 на Wayback Machine

1. ↑  https://mix-n-match.toolforge.org/#/entry/115960432